# Leichtathletik-Weltmeisterschaften 2023/Teilnehmer (Bosnien und Herzegowina)
| Goldmedaillen | Silbermedaillen | Bronzemedaillen |
| ------------- | --------------- | --------------- |
| —             | —               | —               |

Der Leichtathletikverband Bosnien und Herzegowinas hat für die Leichtathletik-Weltmeisterschaften 2023 in Budapest drei Sportler gemeldet.

## Ergebnisse

### Männer

#### Laufdisziplinen
| Athlet             | Disziplin | Vorlauf     | Vorlauf | Halbfinale | Halbfinale | Finale | Finale |
| Athlet             | Disziplin | Zeit        | Platz   | Zeit       | Platz      | Zeit   | Platz  |
| ------------------ | --------- | ----------- | ------- | ---------- | ---------- | ------ | ------ |
| Abedin Mujezinović | 800 m     | 1:47,76 min | 38      | DNQ        | DNQ        | –      | –      |
| Amel Tuka          | 800 m     | 1:49,01 min | 51      | DNQ        | DNQ        | –      | –      |

#### Wurf
| Athletin    | Disziplin   | Qualifikation | Qualifikation | Finale | Finale |
| Athletin    | Disziplin   | Weite         | Platz         | Weite  | Platz  |
| ----------- | ----------- | ------------- | ------------- | ------ | ------ |
| Mesud Pezer | Kugelstoßen | 19,86 m       | 22            | DNQ    | DNQ    |